# Loreta
Loreta (češko Kostel Narození Páně, poenostavljeno Pražská Loreta) je romarsko središče v Hradčanih, predelu češke prestolnice Prage. Sestavljajo ga klošter, cerkev Gospodovega rojstva, sveti dom in zvonik.
Gradnja Lorete se je pričela leta 1626, kmalu po znameniti bitki na Beli gori, ki je oznanila konec vpliva protestantizma na Češkem. Sveti dom je bil posvečen 25. marca 1631. Gradnjo je financirala plemkinja iz rodbine Lobkowicz. Arhitektura in okrasje sta razkošna ter ekstravagantna, usmerjena v oboževanje Device Marije, polno čutnega in simbolike.
Središče kompleksa je Santa Casa, posnetek svetega doma Device Marije v Nazaretu, ki naj bi ga angeli ponesli iz svete dežele in odložili v Loretu v Italiji. Po češki deželi je bilo raztresenih petdeset takšnih relikvij, vendar je ta daleč najpomembnejša; majhen, bogato okrašen renesančni paviljon, zgrajen leta 1631 in kasneje vključen v enako bogato baročno okolje, ki ga sestavljajo dvorišče, zvonik in olepšana cerkev. Romarji so včasih v trumah prihajali sem da bi se čudili pošastnemu: sv. Agati, ki ponuja angelom svoje krvaveče prsi; okostnjakom s posmrtnimi maskami iz voska; nesrečni sv. Starosti, katere oče jo je v besu ubil, ko je odkril, da si je pustila rasti brado da bi odgnala snubca...
Zvonik Lorete je znan po pritrkovanju, ki se izvaja od leta 1695 na tridesetih večjih in manjših zvonovih.